# سفارت اوکراین در نیکوزیا
سفارت اوکراین در نیکوزیا (به لاتین: Embassy of Ukraine) نمایندگی دیپلماتیک اوکراین در نیکوزیا، قبرس است که در نیکوزیا واقع شده‌است.

## تاریخچه
جمهوری قبرس استقلال اوکراین را در ۲۷ دسامبر ۱۹۹۱ به رسمیت شناخت. روابط دیپلماتیک اوکراین و جمهوری قبرس در ۱۹ فوریه ۱۹۹۲ با امضای پروتکل مربوطه بین دو کشور در نیویورک برقرار شد. کنسولگری عمومی اوکراین در اوت ۱۹۹۹ در نیکوزیا افتتاح شد و در ژوئن ۲۰۰۳ سفارت اوکراین در جمهوری قبرس فعالیت خود را آغاز کرد.